# Терпингидрат
Терпингидра́т (п-Ментандиол-1,8 гидрат) — лекарственное средство отхаркивающего действия. Выводится бронхиальными железами, стимулирует их секрецию, увеличивает количество жидкой составляющей мокроты, улучшает её отхождение.

## Описание
По физическим свойствам: бесцветные прозрачные кристаллы или белый кристаллический порошок без запаха, слабого горького вкуса. Мало растворим в воде (1:250 — в холодной и 1:34 — в кипящей), растворим в этаноле, мало растворим в эфире, хлороформе и скипидаре. Температура плавления 105,5 °C. Малотоксичен.
Показан к применению при кашле, сопровождающемся затруднением отделения мокроты (J42), в том числе при хроническом бронхите (R09.3). Побочные эффекты могут проявляться в виде рвоты (при приёме больших доз) и аллергических реакций. Противопоказан при гастрите, язвенной болезни желудка и 12-перстной кишки, а также гиперчувствительности к компонентам препарата.
Эффективно действует в малых дозах (до 0,5 г), большие дозы (до 3 г/сут.) уменьшают отделение жидкой мокроты. По сравнению с другими отхаркивающими лекарственными средствами, в меньшей степени раздражает слизистую оболочку желудка. Терапия эффективна в начальных стадиях ОРВИ, сопровождающихся «сухим» кашлем. Сочетание перорального приема с ингаляционной терапией другими муколитическими и отхаркивающими препаратами оказывает более выраженное действие.
Терпингидрат входит в состав некоторых комбинированных противокашлевых лекарственных средств. Так, вместе с декстрометорфаном и левоментолом он входит в препарат «Гликодин», с кодеином — в «Тедеин», с кодеином и гидрокарбонатом натрия — в препараты «Кодтерпин», «Теркодин» и «Терпинкод». Подобного рода комплексные препараты относят к группе АТХ R05F. Вместе с кофеином, парацетамолом, фенилэфрином и аскорбиновой кислотой терпингидрат входит в состав препарата «Флюколдекс форте», используемого для лечения симптомов гриппа и простуды (группа АТХ N02BE51).

## Критика
В настоящее время отсутствуют какие-либо достоверные доказательства эффективности терпингидрата при заявленных показаниях. По этой же причине в США препарат был запрещён к применению в 90-х годах Управлением контроля качества продуктов и лекарств. Препарат не включён в состав АТХ, что также косвенно свидетельствует о недостаточной распространённости его медицинского применения для излечения взрослого населения.
Весьма нерациональным и даже вредным признаётся сочетание терпингидрата (равно как и других отхаркивающих и муколитических средств) с супрессантами кашля — опиоидами и родственными им соединениями, такими как кодеин и декстрометорфан (в препаратах «Гликодин», «Тедеин», «Кодтерпин», «Теркодин» и «Терпинкод»), так как при этом затрудняется выведение интенсивно образующейся мокроты.

## Интересные факты
- В качестве лекарственного средства используется только цис-изомер терпингидрата.
- Собственно сам терпин (ментандиол-1,8) используется также в качестве репеллента против грызунов.[5]